# От Аманс
От Аманс (фр. Haute-Amance) насеље је и општина у североисточној Француској у региону Шампањ-Арден, у департману Горња Марна која припада префектури Лангр.
По подацима из 2011. године у општини је живело 976 становника, а густина насељености је износила 21,07 становника/km². Општина се простире на површини од 46,33 km². Налази се на средњој надморској висини од 300 метара.

## Демографија
| 1962. | 1968. | 1975. | 1982. | 1990. | 1999. | 2011. |
| ----- | ----- | ----- | ----- | ----- | ----- | ----- |
| 1.020 | 1.161 | 1.106 | 1.190 | 1.062 | 1.018 | 976   |

График промене броја становника у току последњих година